# توصيات سوق صرف العملات
إشارات سوق صرف العملات Forex signals هي اقتراح للدخول في تداول (صفقة) على زوج عملات، وعادة تكون بسعر ووقت محددين. يتم إنشاء الإشارة إما من قبل شخص متخصص أو روبوت فوركس آلي. يتم توفير هذه الخدمة للمشتركين في خدمة إشارة سوق صرف العملات. نظرًا لطبيعة الإشارات في الوقت المناسب، يتم توصيلها عادةً عبر البريد الإلكتروني أو موقع الويب أو رسائل قصيرة أو آر إس إس أو تغريدة أو أي طريقة أخرى فورية مناسبة.

## أنواع الخدمات
تنقسم الخدمات المقدمة إلى أربع فئات:
1. إشارات مجانية / غير مدفوعة
2. إشارات مدفوعة من مزود واحد عن طريق التحليل الشخصي أو بالتحليل الخوارزمي
3. يتم تجميع الإشارات المدفوعة من مصادر إشارات متعددة أو "أنظمة"
4. إشارات مقدمة من برنامج التداول الموجود على كمبيوتر المتاجر، والمعروف أيضًا باسم روبوت الفوركس أو إكسبر أدفيزور Expert Advisor.

## الصفات النموذجية التي يقدمها مزودو خدمة إشارات سوق صرف العملات
من الخدمات الرئيسية التي يقدمها مزودوا الاشارات الفوركس كالتالي:
- أرقام دخول وخروج ووقف الخسارة الدقيقة أو التقريبية للتداولات على زوج عملات واحد أو أكثر
- الرسومات والتحليل الداعم للإشارة
- سجل تداول يوضح عدد نقاط الربح / الخسارة شهريا أو نسبة المخاطرة أوالعائد والصفقات الفعلية.
- التدريب الشخصي، أو التفاعل الإضافي مع مزود الإشارة مثل التعليقات، المنتدى، إلخ.
- إدارة الحساب حيث يمكن لمزود الإشارة التداول بحساب المشترك
- الموارد التعليمية إما عبر الإنترنت أو الهاتف
- فترة تجريبية بسعر قليل

## الاحتيال والنشاط الاحتيالي
نظرًا لأن سوق صرف العملات يوصف بشكل شائع على أنه طريقة للثراء السريع، فهناك عدد من الخدمات التي تقدم إشارات ذات جودة قابلة للنقاش، ولا تلبي توقعات الأرباح لدى المتداولين.

## إستراتيجيات التداول
تركز غالبية مزودي الإشارات على توريد الإشارات بناءً على التحليل الفني أو على التحليل الأساسي أو حركة السعر. على التحليل الفني، مثل رسم الشموع اليابانية، لتظهر اتجاهات الأسعار القصيرة وطويلة المدى معا مما يمنح مزود الإشارة مرونة في توفير مجموعة من خيارات التداول. يقدم التحليل الأساسي توصيات طويلة المدى. وتعطي حركة السعر توصيات قصيرة المدى.